# Iryna Tananajka
Iryna Aljaksandrauna Tananajka (belarussisch Ірына Аляксандраўна Тананайка, ukrainisch Ірина Олександрівна Тананайко Iryna Oleksandriwna Tananajko; * 5. März 1976 in Mahiljou) ist eine ehemalige belarussische, auch für die Ukraine startende Biathletin.

## Leben
Iryna Tananajka ist eine Sportlehrerin aus Mahiljou. Biathlon betreibt sie seit 1995 und startet für Dynamo Mahiljou. Im Biathlon-Weltcup debütierte Tananajka 1996 bei einem Sprintrennen in Lillehammer, in dem sie, wie in der anschließenden Verfolgung, 48. wurde. Ein Jahr später startete sie in Osrblie erstmals bei Biathlon-Weltmeisterschaften. Im Einzel kam sie auf den 27. Platz. In der Saison 1997/98 gewann sie als 12. im Einzel von Östersund erstmals Weltcuppunkte. Im Sommer 1998 startete die Belarussin bei den Weltmeisterschaften im Sommerbiathlon in Osrblie und erreichte einen sechsten Platz in der Verfolgung nach einem achten Platz im Sprint. Saisonhöhepunkt wurde Tananajkas bislang einzige Teilnahme an Olympischen Spielen. In Nagano wurde sie in Einzel und Sprint jeweils 22. Die folgende Saison brachte – wiederum in Osrblie – ihre beste Platzierung im Weltcup. Im Staffelrennen wurde sie mit Swetlana Paramygina, Natalia Murschtschakina und Natallja Ryschankowa Zweite. Auch ihr bestes Ergebnis in einem Einzelrennen erreichte sie – als Siebte in einem Einzel – ein Jahr später auf dieser Wettkampfstrecke.
Vergleichsweise erfolgreich verliefen für Tananajka auch die Biathlon-Weltmeisterschaften 2000 am Holmenkollen in Oslo, wo sie im Sprint einen 27. Platz erreichte und im Einzel sogar Zehnte wurde. Im Sommer 2000 startete sie erneut bei einer WM im Sommerbiathlon. Im russischen Chanty-Mansijsk wurde sie Sechste im Sprint, Siebte in der Verfolgung und mit Paramygina, Ludmila Lysenko und Wolha Nasarawa Weltmeisterin im Staffelwettbewerb. 2002 wechselte die Sportlerin die Nationalität von belarussisch zu ukrainisch. Bei den Weltmeisterschaften 2004 in Oberhof und 2005 in Hochfilzen konnte sie gute Ergebnisse erreichen, vor allem ihre siebten Plätze mit der ukrainischen Staffel waren gute Platzierungen.

## Biathlon-Weltcup-Platzierungen
Die Tabelle zeigt alle Platzierungen (je nach Austragungsjahr einschließlich Olympische Spiele und Weltmeisterschaften).
- 1.–3. Platz: Anzahl der Podiumsplatzierungen
- Top 10: Anzahl der Platzierungen unter den ersten zehn (einschließlich Podium)
- Punkteränge: Anzahl der Platzierungen innerhalb der Punkteränge (einschließlich Podium und Top 10)
- Starts: Anzahl gelaufener Rennen in der jeweiligen Disziplin

| Platzierung | Einzel | Sprint | Verfolgung | Massenstart | Team | Staffel | Gesamt |
| ----------- | ------ | ------ | ---------- | ----------- | ---- | ------- | ------ |
| 1. Platz    |        |        |            |             |      |         |        |
| 2. Platz    |        |        |            |             |      | 1       | 1      |
| 3. Platz    |        |        |            |             |      |         |        |
| Top 10      | 2      |        |            |             | 2    | 13      | 17     |
| Punkteränge | 11     | 6      | 6          | 1           | 2    | 23      | 49     |
| Starts      | 31     | 53     | 20         | 1           | 2    | 24      | 131    |

## Weblink
- Statistik bei Biathlonworld

| Personendaten    | Personendaten |
| ---------------- | --- |
| NAME             | Tananajka, Iryna |
| ALTERNATIVNAMEN  | Tananajka, Iryna Aljaksandrauna (vollständiger Name); Тананайка, Ірына Аляксандраўна (belarussisch); Тананайко, Ірина Олександрівна (ukrainisch); Tananajko, Iryna Oleksandriwna |
| KURZBESCHREIBUNG | belarussisch-ukrainische Biathletin |
| GEBURTSDATUM     | 5. März 1976 |
| GEBURTSORT       | Mahiljou |